# Mitsubishi Motors
Mitsubishi Motors Corporation (jap. 三菱自動車工業株式会社 Mitsubishi Jidōsha Kōgyō Kabushiki-gaisha) – japoński producent motoryzacyjny z siedzibą w dzielnicy Minato w Tokio, założony w 1917 roku.
W 2011 roku koncern Mitsubishi Motors był szóstym pod względem wielkości japońskim producentem samochodów oraz szesnastym pod względem produkcji producentem na świecie. Przedsiębiorstwo jest obecne na ponad 160 rynkach, ze szczególną reprezentacją w krajach Stowarzyszenia Narodów Azji Południowo-Wschodniej ASEAN.
MMC zatrudnia obecnie 30 tys. pracowników na całym świecie i wytwarza samochody w zakładach produkcyjnych w Japonii, Tajlandii, Chinach, Indonezji, Filipinach i Rosji. W roku fiskalnym 2016 przedsiębiorstwo sprzedało w ponad 160 państwach 926 000 egzemplarzy pojazdów, osiągając sprzedaż netto na poziomie 1,9 biliona jenów.
MMC jest częścią grupy spółek powiązanych Mitsubishi keiretsu, która do lat stanowi największą grupę przemysłową w Japonii. Logo z trzema czerwonymi diamentami, pod którym działało ponad czterdzieści innych przedsiębiorstw wchodzących w skład grupy spółek powiązanych (keiretsu), pojawiło się niemal sto lat przed utworzeniem Mitsubishi Motors. Wybrał je osobiście Iwasaki Yatarō, założyciel Mitsubishi, bowiem kojarzyło mu się ono z godłem klanu Tosa, który jako pierwszy dał mu zatrudnienie, oraz dlatego, że herb jego własnej rodziny tworzyły trzy romby ułożone jeden na drugim. Nazwa ‘Mitsubishi’ (jap. 三菱) składa się z dwóch członów: „mitsu”, co oznacza „trzy” oraz „hishi” (które za sprawą rendaku, czyli udźwięcznienia pierwszej spółgłoski, ewoluuje w „bishi”), oznaczające „kotewkę” (zwaną również „orzechem wodnym”) i dalej „romb”, który znajduje się w logo Mitsubishi. Spółka MMC została utworzona w 1970 roku, w wyniku przekształcenia motoryzacyjnego oddziału Mitsubishi Heavy Industries.
Od października 2016 roku jedną trzecią udziałów (34%) w Mitsubishi Motors posiada Nissan, w związku z czym samochodowa marka Mitsubishi wchodzi obecnie w skład aliansu Renault–Nissan–Mitsubishi. Główni udziałowcy MMC to Nissan Motor Co., Mitsubishi Corporation, Mitsubishi Heavy Industries oraz The Bank of Tokyo-Mitsubishi UFJ. Spółka MMC jest notowana na giełdzie w Tokio.
Uprzednio, częścią Mitsubishi Motors była również spółka Mitsubishi Fuso Truck and Bus Corporation, która obecnie funkcjonuje jako odrębny podmiot gospodarczy, zajmuje się budową użytkowych samochodów ciężarowych, autobusów oraz ciężkiego sprzętu budowlanego i stanowi własność Daimler AG (przy niewielkim udziale Mitsubishi).

## Historia

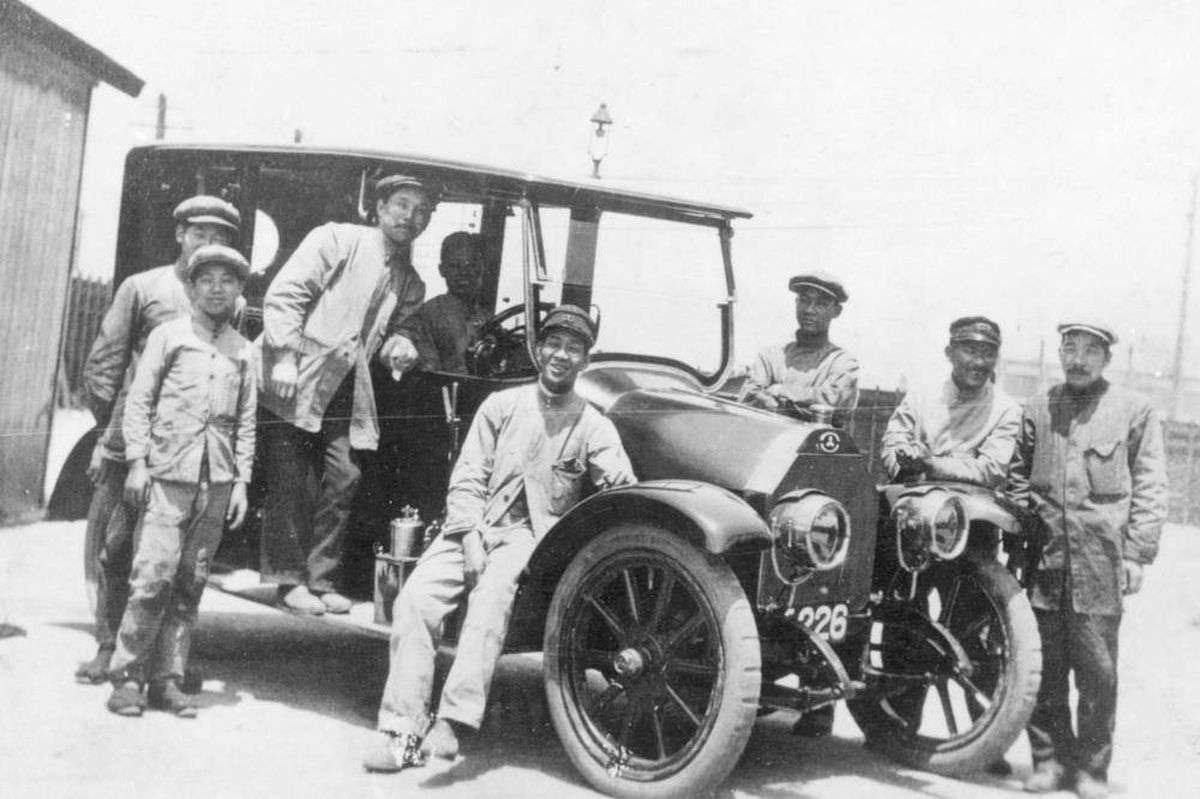
Pracownicy Mitsubishi Shipbuilding Co., Ltd przy prototypie samochodu Mitsubishi Model A.

Początki działalności Mitsubishi związanej z przemysłem motoryzacyjnym sięgają roku 1917, kiedy to spółka Mitsubishi Shipbuilding Co., Ltd. wprowadziła na rynek Mitsubishi Model A, czyli pierwszy w Japonii, seryjnie produkowany samochód osobowy. Montowany ręcznie, siedmiomiejscowy sedan bazujący na konstrukcji Fiat Tipo 3, okazał się zbyt drogi w porównaniu z masowo produkowanymi konkurentami z Ameryki i Europy, co skutkowało zaprzestaniem jego produkcji w 1921 roku, po tym, jak z taśm montażowych zjechały zaledwie 22 egzemplarze.
W 1934 dokonano fuzji Mitsubishi Shipbuilding z Mitsubishi Aircraft Co., czyli spółką utworzoną w 1920 roku i zajmującą się produkcją silników oraz innych podzespołów dla branży lotniczej. Połączone przedsiębiorstwa otrzymały nazwę Mitsubishi Heavy Industries (MHI), stając się największym prywatnym przedsiębiorstwem w Japonii. MHI skupiało się na produkcji jednostek latających, pływających, taboru kolejowego i maszyn, jednak w 1936 roku opracowano tam model PX33, czyli prototypowy sedan, przeznaczony dla armii, który był jednocześnie pierwszą całkowicie japońską konstrukcją ze stałym napędem na cztery koła – technologią, do której przedsiębiorstwo miało powrócić po niemal 50-u latach, poszukując rozwiązań zapewniających sukcesy w sportach motorowych i masowej sprzedaży.

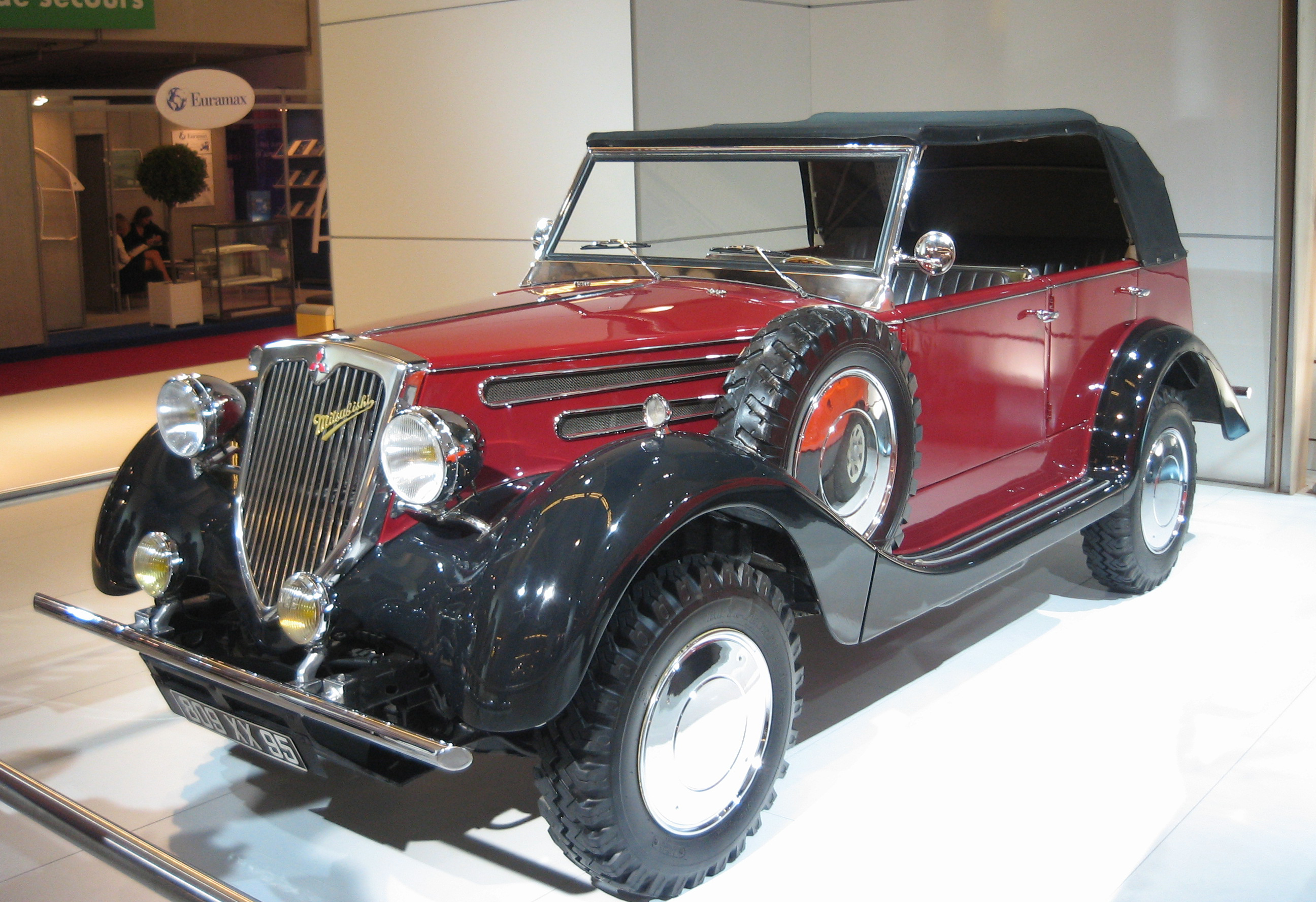
Model Mitsubishi PX33 z roku 1937 eksponowany podczas Mondial de l’Automobile 2006 w Paryżu

### Era powojenna
Przedsiębiorstwo powróciło do produkcji pojazdów natychmiast po zakończeniu II wojny światowej. Wznowiono produkcję autobusu Fuso oraz uruchomiono linie produkcyjne niewielkiego, trójkołowego pojazdu dostawczego Mizushima oraz skutera Silver Pigeon. Jednak rodzinne konglomeraty przemysłowe, tzw. zaibatsu, zostały w 1950 roku zlikwidowane przez Aliantów stacjonujących w Japonii, a Mitsubishi Heavy Industries podzielono na trzy przedsiębiorstwa o zasięgu regionalnym, z których każde miało swój udział w projektach dla branży motoryzacyjnej. Były to West Japan Heavy-Industries, Central Japan Heavy-Industries oraz East Japan Heavy-Industries.
W 1951 roku, East Japan Heavy-Industries rozpoczęła import drogiego amerykańskiego sedana Henry J (produkowanego przez Kaiser Motors), decydując się na system montażu CKD (ang. completely-knocked-down). Import trwał aż do zakończenia produkcji tego modelu trzy lata później. W tym samym roku, Central Japan Heavy-Industries podpisała podobną umowę z Willys-Overland (obecnie własność grupy Kaiser) na dostawę komponentów do montażu CKD Jeepa CJ-3B. Ta współpraca okazała się trwalsza, a licencjonowane Jeepy Mitsubishi produkowane były do 1998 r., czyli 30 lat po tym, gdy marka Willys zdecydował się już na zastąpienie tego modelu.
Na początku lat 60. XX wieku, gospodarka japońska nabierała rozpędu – rosły płace, a wraz z nimi zwiększało się zapotrzebowanie na rodzinne pojazdy. Już wcześniej, w 1953 roku, Central Japan Heavy-Industries, teraz znana już jako Shin Mitsubishi Heavy-Industries, powołała do życia własny dział samochodów osobowych, który mieścił się w siedzibie głównej spółki. Dzięki temu możliwa była premiera seryjnego Mitsubishi 500 i tym samym wyjście naprzeciw oczekiwaniom klientów. W 1962 roku, na rynku pojawił się kei car Minica, a w 1963 roku Colt 1000, czyli pierwsza generacja rodzinnego Mitsubishi Colt. Rok później zadebiutował największy sedan Mitsubishi, czyli luksusowy Debonair, przeznaczony na rynek japoński i wykorzystywany między innymi przez kierownictwo wyższego szczebla firmy Mitsubishi jako pojazd służbowy.
W latach 50., West Japan Heavy-Industries (teraz już jako Mitsubishi Shipbuilding & Engineering) oraz East Japan Heavy-Industries (pod nową nazwą Mitsubishi Nihon Heavy-Industries) również rozbudowały swoje działy samochodów osobowych, a w 1964 roku wszystkie trzy spółki znów zjednoczyły siły tworząc grupę Mitsubishi Heavy Industries. W ciągu zaledwie trzech lat, roczny wolumen produkcji grupy MHI osiągnął pułap ponad 75 tys. pojazdów. Po udanym debiucie pierwszej generacji modelu Galant w 1969 roku oraz w obliczu dynamicznego wzrostu działu pojazdów użytkowych, podjęto decyzję o utworzeniu spółki, która miała się skupić wyłącznie na działalności w sektorze motoryzacyjnym. 22 kwietnia 1970 powołano do życia Mitsubishi Motors Corporation (MMC) jako spółkę zależną ze 100% udziałem MHI. Na czele MMC stanął Tomio Kubo, inżynier odnoszący dotąd znaczne sukcesy w dziale produktów lotniczych.

## Powiązania z Chryslerem

### Lata 70. XX wieku

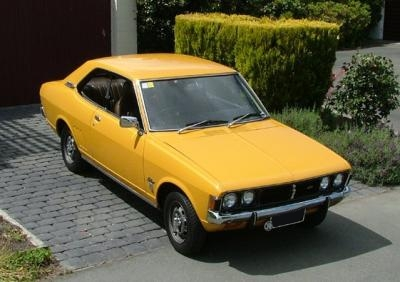
Mitsubishi Galant z roku 1973, efekt pierwszej umowy firmy na import z Chryslerem

Jednym z elementów strategii rozwoju przyjętej przez Tomio Kubo było zwiększenie eksportu poprzez nawiązywanie współpracy z uznanymi i dobrze prosperującymi przedsiębiorstwami zagranicznymi. Stąd też, w 1971 roku grupa MHI sprzedała 15% swoich udziałów w nowej spółce amerykańskiemu gigantowi. Dzięki temu posunięciu, Chrysler rozpoczął w Stanach Zjednoczonych sprzedaż modelu Galant, oferując go jako Dodge Colt (czyli pierwszy produkt Mitsubishi oferowany przez Chryslera pod zmienioną nazwą) i windując roczny wolumen produkcji MMC powyżej poziomu 250 tys. pojazdów. W 1977 roku, Galant dostępny był również na rynku australijskim jako Chrysler Sigma.
Do 1977 roku utworzono również sieć sprzedaży i dystrybucji marki „Colt” na terenie Europy, gdzie Mitsubishi planowało uruchomić bezpośrednią sprzedaż pojazdów. Do tego momentu roczna produkcja wzrosła już od 500 tys. sztuk w 1973 roku do 965 tys. w 1978 roku, gdy Chrysler uruchomił sprzedaż modeli Galant (jako Dodge Challenger) oraz Plymouth Sapporo. Jednakże tak dynamiczna ekspansja stała się z czasem źródłem nieporozumień, bowiem Chrysler zaczął postrzegać zagraniczną działalność swojego japońskiego partnera jako bezpośrednią konkurencję dla swoich działań w segmencie modeli subkompaktowych na rynkach zewnętrznych, a MMC miało poczucie, że Amerykanie próbują w zbyt znacznym stopniu ingerować w podejmowane przez nie decyzje korporacyjne.

### Lata 80. XX wieku
W 1980 roku produkcja Mitsubishi wreszcie osiągnęła roczny pułap miliona samochodów osobowych, jednak jej amerykańskiemu partnerowi nie wiodło się już tak dobrze. W tym samym roku, aby uniknąć bankructwa, Chrysler zmuszony był sprzedać MMC swoje udziały w australijskim dziale produkcyjnym. Nowy japoński właściciel przemianował spółkę na Mitsubishi Motors Australia Ltd (MMAL).
W 1982 roku, marka Mitsubishi po raz pierwszy zadebiutowała na rynku amerykańskim. W pierwszym okresie, sedan Tredia oraz dwa modele klasy coupé, czyli Cordia i Starion, sprzedawane były w sieci siedemdziesięciu salonów dilerskich w 22 stanach. Zgodnie z porozumieniem (VER) między rządami obu państw, łącznie w sieci dostępnych mogło być jednocześnie do 30 tys. pojazdów, zaliczanych na poczet 120-tysięcznego kontyngentu zarezerwowanego dla Chryslera. Jednak pod koniec lat 80. XX wieku MMC podjęło działania na rzecz zwiększenia swojej obecności na rynku amerykańskim, prowadząc pierwszą telewizyjną kampanię reklamową oraz planując rozbudowę sieci dilerskiej do 340 salonów sprzedaży.
W 1986 roku Mitsubishi doszło do porozumienia ze spółką Liuzhou Automotive, co umożliwiło japońskiemu producentowi montaż kompaktowego kei vana i ciężarówki Minicab na rynku chińskim. Oznaczało to, że Mitsubishi stała się trzecim przedsiębiorstwem z Kraju Kwitnącej Wiśni (po Daihatsu i Suzuki), który rozpoczął montaż swoich samochodów w Chinach. Jednak przed uzyskaniem oficjalnej rządowej zgody na ten projekt, Mitsubishi musiało wyrazić skruchę z powodu „wadliwych” ciężarówek importowanych do Chin w latach 1984–1985. Do 1989 roku, globalny wolumen produkcji Mitsubishi, po uwzględnieniu zagranicznych spółek powiązanych, osiągnął poziom 1,5 miliona sztuk.

#### Diamond-Star Motors

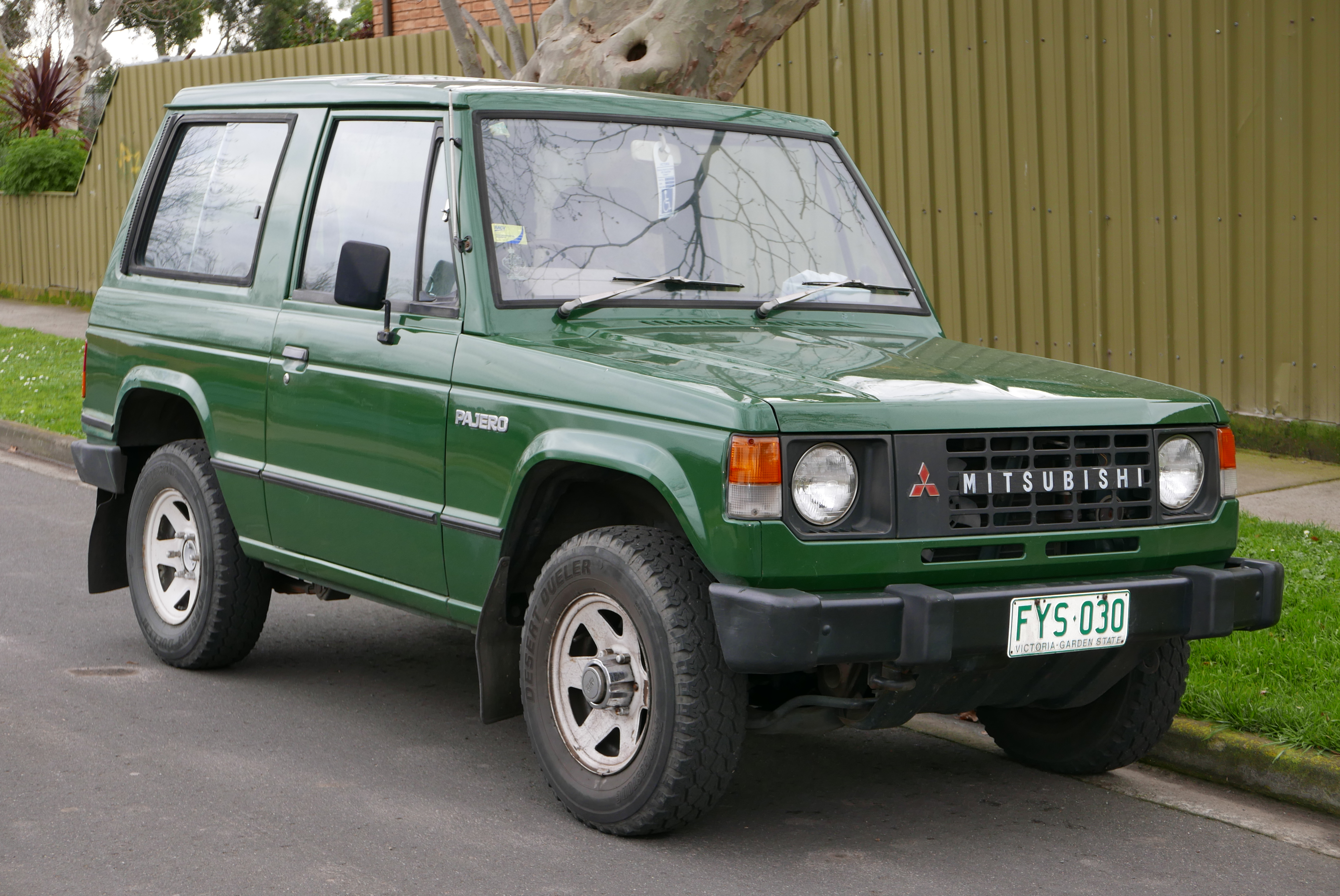
Mitsubishi Pajero 1984, największy sukces firmy w segmencie SUV

Pomimo nieustannych napięć, Chrysler i Mitsubishi podjęły decyzję o otwarciu wspólnych zakładów produkcyjnych w miejscowości Normal, w stanie Illinois. Dzięki przedsięwzięciu, w którym każda ze stron miała 50-procentowy udział, możliwe było obejście ograniczeń w imporcie oraz zaoferowanie nowej linii kompaktowych i subkompaktowych modeli Chryslera. W październiku 1985 roku powstała spółka Diamond-Star Motors (DSM), której nazwa nawiązywała do trzech diamentów Mitsubishi oraz pięcioramiennej gwiazdy w logo Chryslera, a w kwietniu 1986 wbito w ziemię pierwszą symboliczną łopatę na placu budowy, gdzie miała powstać fabryka o łącznej powierzchni 177 tys. m². W 1987 roku roczna sprzedaż firmy w USA osiągnęła poziom 67 tys. pojazdów, a w chwili ukończenia budowy w marcu 1988 roku nowa fabryka gwarantowała roczną wydajność produkcyjną na poziomie 240 tys. sztuk. Jako pierwsze z taśm produkcyjnych zjechały trzy kompaktowe, 4-miejscowe coupé oparte na wspólnej platformie, czyli Mitsubishi Eclipse, Eagle Talon oraz Plymouth Laser, a w nadchodzących latach produkcję rozszerzano o kolejne modele.

#### Debiut giełdowy w 1988 roku
Spółka Mitsubishi Motors weszła na giełdę w 1988 roku i tym samym nie była już jedyną prywatną spółką w gronie pozostałych jedenastu japońskich producentów samochodów. Grupa Mitsubishi Heavy Industries przystała na ograniczenie swych udziałów do 25%, nadal zachowując jednak status największego udziałowca. Jednocześnie udział Chryslera wzrósł do ponad 20%. Kapitał pozyskany dzięki debiutowi na giełdzie umożliwił Mitsubishi Motors częściową spłatę zobowiązań oraz poczynienie dodatkowych inwestycji na terenie Azji Południowo-Wschodniej, w takich krajach jak Filipiny, Malezja oraz Tajlandia.

### Lata 90. XX wieku
W 1989 roku prezesem Mitsubishi został Hirokazu Nakamura, który skierował firmę na bardzo obiecujące tory i to tuż przed “korektą rynku” dokonaną w obliczu pęknięcia bańki spekulacyjnej na rynku japońskim, skutkującej tzw. japońską straconą dekadą, do której przyczyniło się m.in. podpisanie w 1985 roku porozumienia o interwencji na rynkach walutowych (tzw. porozumienie z Plaza). Wbrew powszechnemu przekonaniu, że nowe Pajero jest zbyt duże i nie przyjmie się na rodzimym rynku, model ten sprzedawał się bardzo dobrze i zyskał popularność nawet na zatłoczonych drogach Japonii.
W latach 1992–1993 japońskie media szeroko spekulowały na temat planów wrogiego przejęcia Hondy przez Mitsubishi Motors. Podczas gdy Mitsubishi święciło rynkowe triumfy dzięki takim modelom, jak Diamante czy Pajero, Honda „przespała” początkowy okres boomu na SUV-y i półciężarówki, tracąc czujność po chorobie i śmierci swego założyciela. Jednak dyrektor generalny Hondy, Nobuhiko Kawamoto podjął wyjątkowo drastyczne kroki, m.in. wyprowadzając Hondę z Formuły 1 i rezygnując z kilku mało dochodowych modeli, dzięki czemu udało mu się skutecznie uniknąć przejęcia przez Mitsubishi.
Mimo iż na rynku amerykańskim sprzedaż SUV-ów i lekkich półciężarówek nieustannie rosła, większość japońskich producentów nawet nie dopuszczała do siebie myśli, że ten sam trend mógłby się pojawić w Kraju Kwitnącej Wiśni. Prezes Nakamura zdecydował się jednak podjąć ryzyko i zwiększył nakłady na modele klasy SUV, co okazało się strzałem w dziesiątkę. W pierwszej połowie lat 90. XX wieku, szeroka gama modeli Mitsubishi z napędem na cztery koła – od kei cara Mitsubishi Pajero Mini po vana Delica Space Gear, napędzała modę na SUV-y w Japonii i w 1995 roku pozwoliła Mitsubishi na zwiększenie ogólnego udziału w rynku do 11,6%.

### Niezależność
W 1991 roku Chrysler sprzedał japońskiemu partnerowi swoje udziały w kapitale spółki Diamond-Star Motors i od tej chwili oba przedsiębiorstwa kontynuowały współpracę polegającą na współdzieleniu podzespołów i produkcji wyłącznie na mocy stosownych umów. Natomiast w 1992 roku udziały Chryslera w Mitsubishi zmniejszyły się poniżej 3%, a rok później Amerykanie podjęli decyzję o pozbyciu się wszelkich akcji MMC na wolnym rynku. Nieco później DMS i Mitsubishi zakończyły bliską współpracę z Chryslerem i zaprzestały produkcji podzespołów silnikowych i przekładni do modeli amerykańskiego koncernu.

## Inne powiązania

### Volvo
W 1991 roku Mitsubishi zawiązało spółkę typu joint venture z konkurencyjnym producentem samochodów osobowych, jakim było Volvo oraz z holenderskim rządem, podejmując produkcję swoich modeli w fabryce firmy DAF w miejscowości Born. W 1996 roku, zakład funkcjonujący pod nazwą NedCar rozpoczął produkcję pierwszej generacji modelu Carisma, który dzielił konstrukcję z Volvo S40/V40. W późniejszym okresie z linii produkcyjnych fabryki zjeżdżały również takie modele jak Colt oraz powiązany z nim technologicznie Smart Forfour (partnerska firma DaimlerChrysler wygasiła jego produkcję w 2006 roku). Zanim firma sprzedała fabrykę Grupie VDL, holenderskiemu producentowi autobusów i autokarów, do 2012 roku w Holandii powstawały również modele bliźniacze Mitsubishi Outlandera.
Po sprzedaniu swojego działu samochodów osobowych (Volvo Cars) Fordowi w styczniu 1999 roku, w listopadzie tego samego roku Grupa Volvo nabyła 5% akcji Mitsubishi Motors, jednak w marcu 2001 roku odsprzedała je koncernowi DaimlerChrysler.

### Grupa PSA
Grupą PSA trwa od 1999 roku, gdy zawarto porozumienie o współpracy przy budowie silników z wykorzystaniem oferowanej przez japońskiego producenta technologii bezpośredniego wtrysku benzyny (GDI). Kolejne porozumienie, zawarte w 2005 roku, skutkowało wspólnymi pracami nad takimi pojazdami klasy SUV jak Peugeot 4007 i Citroën C-Crosser, które były bliźniaczymi wersjami modelu Mitsubishi Outlander.
Współpracę zacieśniono w 2008 roku, gdy w Kałudze uruchomiono fabrykę produkującą rocznie do 160 tys. Outlanderów przeznaczonych na dynamicznie rozwijający się rynek rosyjski oraz rozpoczęto wspólne prace nad rozwojem i udoskonaleniem elektrycznych układów napędowych dla małych miejskich modeli Mitsubishi i MiEV.

### Volkswagen
Na rynku europejskim, Mitsubishi Motors korzystała z silników wysokoprężnych dostarczanych przez Volkswagena, montując te jednostki napędowe w modelach klasy średniej, m.in. Lancer, Grandis, i Outlander. Od 2010 roku zastąpiono je jednak własną konstrukcją, czyli silnikiem wysokoprężnym 4N1.

### Colt oraz Lonsdale
Nazwa Colt przewija się w historii Mitsubishi od początku lat 60. XX wieku, czyli od premiery sedana o tej właśnie nazwie z silnikiem o pojemności 600 cm³ montowanym przy tylnej osi. Dzisiaj, nazwa ta najczęściej kojarzona jest z ultrakompaktowym Mitsubishi Colt w gamie modeli japońskiego producenta, jednak trzeba pamiętać, że tak samo nazywa się utworzona w 1974 roku spółka MMC zajmująca się importem i dystrybucją produktów Mitsubishi na terenie Wielkiej Brytanii, czyli Colt Car Company. W ciągu pierwszej dekady swego istnienia, sprzedaż samochodów na Wyspach realizowana była pod marką „Colt”, a nie „Mitsubishi”, bowiem w owym czasie producenci z Dalekiego Wschodu nie mieli jeszcze w Europie zbyt ugruntowanej pozycji i reputacji.
W latach 1982–1983, aby ominąć brytyjskie limity importowe, Mitsubishi podjęła nieudaną próbę wprowadzenia na tamtejszy rynek modelu Mitsubishi Sigma, który produkowany był w Australii, a w Wielkiej Brytanii oferowany był jako Lonsdale Sigma. W latach 1983–1984 model ten przemianowano na Mitsubishi Sigma, ale ostatecznie samochód nie przyjął się na rynku i zrezygnowano z jego dalszej sprzedaży.

### Proton
Początkowo, malezyjski Proton był mocno zależny od Mitsubishi Motors, bowiem produkcja modelu Proton Saga (1985) w nowo otwartej fabryce w Shah Alam realizowana była wyłącznie z wykorzystaniem podzespołów dostarczanych przez MMC. Konstrukcje kolejnych samochodów Protona takich, jak Wira czy Perdana oparte były na modelach Mitsubishi (odpowiednio: Lancer/Colt oraz Galant/Eterna). Dopiero w 2001 roku Proton uruchomił produkcję własnego modelu Waja, a następnie, w 2004 roku, Protona Gen-2. W najlepszym dla siebie okresie, malezyjski producent kontrolował 75% krajowego rynku i to nawet po oficjalnym zakończeniu przez Mitsubishi 22-letniej współpracy w 2005 roku, gdy japoński koncern sprzedał posiadane 7,9% udziałów państwowemu funduszowi majątkowemu Khazanah Nasional Berhad za kwotę 384 milionów MYR. Jednak w październiku 2008 roku Proton i MMC podpisały nowe umowy o wymianie technologicznej. Na ich mocy Proton Inspira (następca modelu Waja), bazował na platformie modelu Lancer.

### Hyundai
W 1975 roku południowokoreański Hyundai wykorzystał silnik Saturna i przekładnię dostarczone przez MMC do budowy modelu Pony, czyli pierwszego koreańskiego samochodu osobowego, który produkowany był aż przez 13 lat. W szczytowym okresie, Mitsubishi posiadało 10% udziałów w koreańskiej marce, ale w marcu 2003 zbyło swoje ostatnie akcje Hyundaia.
W latach 1987–1994, Hyundai Excel (1985) sprzedawany był w USA jako Mitsubishi Precis, a kilka innych modeli Mitsubishi oferowanych było z logo Hyundaia, np. Mitsubishi Chariot (jako Hyundai Santamo), Mitsubishi Pajero (jako Hyundai Galloper) czy Mitsubishi Delica (jako Hyundai Porter).

### Hindustan
W 1998 roku indyjski producent Hindustan zawiązał z Mitsubishi spółkę typu joint venture, która posiada fabrykę w miejscowości Thiruvallur (stan Tamilnadu).
Wśród produkowanych modeli wspomnieć należy o 3 generacji Mitsubishi Pajero Sport (do 2016 roku).

### Samcor
Utworzony w 1985 roku, południowoafrykański Samcor (ang. South African Motor Corporation) posiadał status spółki joint venture i zajmował się produkcją modeli Forda, Mazdy oraz Mitsubishi na lokalny rynek, gdzie Mitsubishi Delica oferowane było jako Ford Husky, a Mitsubishi Canter jako Ford Triton.

### Nissan
W maju 2016 roku, w następstwie skandalu dotyczącego nieprawidłowości w pomiarze emisji spalin, Nissan rozpoczął procedurę przejęcia 34% udziałów w Mitsubishi Motors, co miało uczynić go największym akcjonariuszem i udziałowcem posiadającym pakiet kontrolny w MMC. W rezultacie Mitsubishi Motors zostało członkiem grupy Renault-Nissan Alliance. Nissan zadeklarował, że planuje wykorzystanie wspólnych platform oraz współpracę z Mistubishi Motors przy tworzeniu i budowie nowych modeli Mitsubishi Motors. Przejęcie akcji przez Nissana nastąpiło w październiku 2016 roku.

### Spółki joint venture z udziałem kapitału chińskiego
Według stanu na rok 2017, Mitsubishi Motors posiadała pięć spółek typu joint venture z chińskimi partnerami.
- South East (Fujian) Motor Co Ltd[28]
- Shenyang Aerospace Mitsubishi Motors Engine Manufacturing Co Ltd
- Harbin Dongan Automotive Engine Manufacturing Co Ltd – Spółka zależna Harbin Hafei Automobile Industry Group Co Ltd
- Hunan Changfeng Motor Co Ltd – Spółka zależna Chang Feng (Group) Co Ltd
- GAC Mitsubishi Motors Co., Ltd. – Spółka Guangzhou Automobile Group. (50%), Mitsubishi Motors Co. (33%) oraz Mitsubishi Corporation (17%)

### Kanały dystrybucji w Japonii

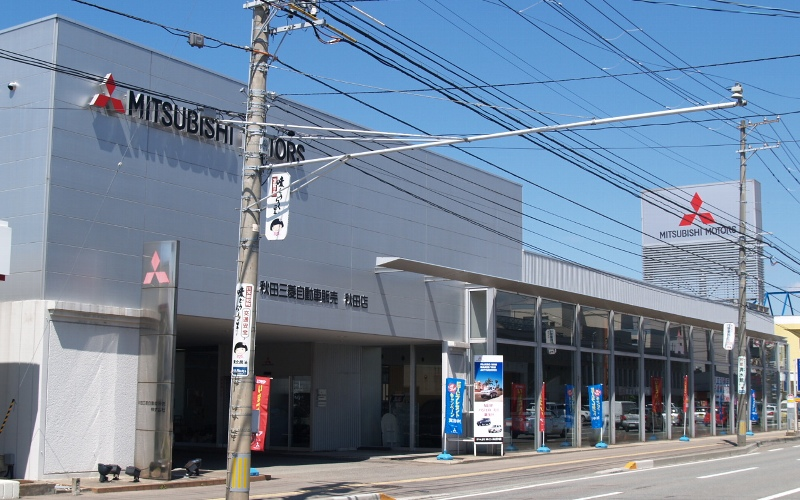
Dealer Mitsubishi w Akita

Mitsubishi Motors utrzymywało dwa kanały dystrybucji detalicznej, tzn. „Car Plaza” oraz „Galant Shop”, których podmioty zajmowały się sprzedażą ściśle określonych modeli. Niektóre modele dostępne były wyłącznie w jednej sieci, a niektóre w obu, zależnie od potrzeb i specyfiki lokalnych rynków Japonii. Następnie, ze względu na rezygnację ze sprzedaży większych sedanów, oba kanały dystrybucji połączono w jedną sieć franczyzową, która zajmuje się sprzedażą wszystkich modeli, nie wyłączając kei carów i dostawczych pojazdów użytkowych.

## Perturbacje na przełomie dziejów

### Azjatycki kryzys finansowy
Korzyści, jakie Mitsubishi odnosiło dzięki swej mocnej pozycji na rynku Azji Południowo-wschodniej skończyły się wraz z nadejściem kryzysu finansowego (1991–1997), którego pierwsze oznaki odnotowano w 1991 roku, czyli w przededniu pęknięcia bańki spekulacyjnej na rynku japońskim, którą zapoczątkowała okres w Japonii określany mianem „straconej dekady”. Do załamania na rynku przyczyniło się m.in. podpisanie w 1985 roku porozumienia o interwencji na rynkach walutowych celem osłabienia dolara względem innych walut, a zwłaszcza niemieckiej marki i japońskiego jena (tzw. Plaza Accord). W sierpniu tego roku firma zmuszona była zamknąć fabrykę w Tajlandii, w odpowiedzi na załamanie na tamtejszym rynku walutowym oraz związanym z nim gwałtownym spadkiem popytu. Zakłady, które w samym tylko 1996 roku wyprodukowały 8,7 tys. dużych półciężarówek zostały czasowo zamknięte. Co więcej, Mitsubishi Motors nie mogło ratować się sprzedażą na rodzimym rynku, bowiem w 1997 roku gospodarka Japonii znacznie wyhamowała, a rok 1998 był wielką niewiadomą. Inni japońscy producenci, np. Toyota czy Honda, straty na rodzimym rynku wetowali sobie lepszymi wynikami sprzedaży w USA. Jednak Mitsubishi, przy stosunkowo niewielkim udziale w rynku północnoamerykańskim, znacznie mocniej od krajowych rywali odczuło skutki zarówno gorszej koniunktury na rynku domowym, jak i ogólnego kryzysu gospodarczego w Azji, w 1997 roku notując najgorsze wyniki w swojej historii. Ponadto koncern nie tylko stracił pozycję trzeciego producenta samochodów (na rzecz Mazdy), ale także uszczuplił swe udziały w rynkach zagranicznych. Cena akcji gwałtownie spadły, co zmusiło firmę do rezygnacji z wypłaty corocznych dywidend.
W listopadzie 1997 roku Katsuhiko Kawasoe zastąpił Takemune Kimura na stanowisku prezesa, ogłaszając plany szerokiego programu restrukturyzacji, którego celem była redukcja kosztów o 350 miliardów jenów w okresie trzech lat, likwidacja 1400 miejsc pracy oraz wypracowanie zysku do 1998 roku. Mimo iż program początkowo przynosił zamierzone rezultaty, nie udało się zakończyć okresu stagnacji sprzedaży bowiem azjatycka gospodarka nadal borykała się z ogromnymi problemami. W 1999 roku Mitsubishi po raz kolejny zmuszone było zrezygnować z wypłaty dywidend, a jej całkowite zadłużenie odsetkowe wyniosło 1,7 biliarda jenów.

### Ukrywanie wad fabrycznych pojazdów
W wyniku „jednego z największych skandali korporacyjnych w japońskiej historii”, Mitsubishi Motors dwukrotnie zmuszone było przyznać się do systematycznego ukrywania wad produkcyjnych swoich pojazdów. W 2000 roku po raz pierwszy nagłośniono informację o czterech takich usterkach, ale w 2004 roku firma przyznała, że od 1997 roku takich przypadków było jeszcze 26, w tym m.in. wadliwe układy hamulcowe, wycieki paliwa i nieprawidłowo działające sprzęgła. Dla Mitsubishi Motors miało to katastrofalne skutki, bowiem japoński producent musiał zorganizować darmową akcję przywoławczą dla 163 707 samochodów osobowych (156 433 w Japonii oraz 7274 zagranicą). Kolejne akcje serwisowe inicjowane przez Fuso Truck & Bus zwiększyły liczbę pojazdów wymagających naprawy do niemal miliona sztuk. Skandal skutkował również rezygnacją ze stanowiska i późniejszym aresztowaniem prezesa Kawasoe oraz 23 innych pracowników. Trzech z nich zostało później oczyszczonych z zarzutów, na uzasadnienie czego sąd stwierdził, iż Ministerstwo Transportu nie wystąpiło z oficjalnym żądaniem dostarczenia raportu dotyczącego usterek.

### 0–0–0
Aby zwiększyć sprzedaż w USA na początku pierwszej dekady XXI wieku, Mitsubishi Motors zaczęło oferować usługi finansowe typu 0–0–0, tzn. brak wpłaty własnej, oprocentowania oraz rat miesięcznych w pierwszym roku (wszystkie opłaty zawieszone na 12 miesięcy). Początkowo sprzedaż zauważalnie wzrosła, ale pod koniec okresu “ulgowego” wielu nabywców o ograniczonej zdolności kredytowej nie wywiązywało się z zobowiązań, w rezultacie czego przedsiębiorstwo zostało z używanymi samochodami, za które nie otrzymało żadnych pieniędzy, a których wartość była niższa od kosztów produkcji. W końcu instytucja finansowa MMC odpowiedzialna za usługi kredytowe, czyli MMCA (Mitsubishi Motors Credit of America), musiała pokryć straty w wysokości 454 milionów dolarów z własnego budżetu na rok 2003, co w konsekwencji doprowadziło do zapaści wskaźników sprzedaży w USA, która spadła do 243 tys. w 2003 roku, 139 tys. w 2004 roku, 124 tys. w 2005 roku i 119 tys. w 2006 roku.

### Zakończenie produkcji w Australii
W październiku 2005 roku, Mitsubishi Motors Australia Limited wprowadziło na rynek australijski Mitsubishi 380, zastępujące model Magna dostępny w sprzedaży od wielu lat i będące jedynym modelem montowanym w tamtejszych zakładach produkcyjnych w Clovelly Park. Mimo iż opracowanie modelu pochłonęło 600 mln dolarów australijskich, pierwotne prognozy dotyczące sprzedaży były optymistyczne. Niestety, w ciągu pół roku firma musiała stopniowo ograniczyć produkcję, schodząc poniżej wyjściowego poziomu 90 sztuk dziennie, oraz wprowadzić czterodniowy tydzień pracy zamiast pięciodniowego. Takie rozwiązania nadal nie dawały jednak pewności, że rentowność fabryki da się przywrócić i tym samym zapewnić jej długoterminowe przetrwanie na rynku.
Skutków spadku sprzedaży na rynku lokalnym nie można było zniwelować poprzez zwiększenie eksportu poza rynki Australii i Nowej Zelandii. 5 lutego 2008 roku spółka Mitsubishi Motors Australia ogłosiła, że do marca zmuszona jest zamknąć zakład produkcyjny w Adelajdzie, co oznaczało likwidację od 700 do 1000 miejsc pracy w samej firmie oraz do 2000 etatów w przedsiębiorstwach wspierających lokalną produkcję Mitsubishi na tamtejszym rynku.

### Zakończenie produkcji w Europie
W obliczu straty operacyjnej o wartości 22 miliardów jenów (287 milionów dolarów), zanotowanej na rynku europejskim w rozliczeniu rocznym do miesiąca marca i wynikającej ze stagnacji sprzedaży związanej z nękającym Stary Kontynent kryzysem zadłużenia i niepewnością finansowego jutra, w lutym 2012 roku firma Mitsubishi podjęła ostatecznie decyzję o wygaszeniu produkcji na rynku europejskim do końca tegoż roku. 1 października podano oficjalny komunikat o przejęciu zakładów NedCar przez Grupę VDL, przy zachowaniu dotychczasowego poziomu zatrudnienia (1500 miejsc pracy).

### Zakończenie produkcji w Ameryce Północnej
W 1988 roku w miejscowości Normal w stanie Illinois Mitsubishi otworzyła fabrykę Diamond-Star Motors, która w początkowym okresie swojej działalności posiadała status spółki joint venture z Chryslerem. Jednak w 1993 roku amerykański producent zdecydował się sprzedać swoje udziały japońskiemu partnerowi, a po 1995 roku zakład produkcyjny działał już pod szyldem Mitsubishi Motors Manufacturing America (MMMA). W 2000 roku, w szczytowym okresie swojej działalności, z taśm montażowych zjeżdżało tam ponad 222 tys. pojazdów rocznie, jednak w wyniku zmniejszenia udziału Mitsubishi w północnoamerykańskim rynku, w ciągu kolejnych lat zakład funkcjonował z mocno ograniczoną mocą produkcyjną.
Wreszcie, w lipcu 2015 roku Mitsubishi Motors poinformowało o planowanym zamknięciu fabryki w listopadzie tego samego roku, jednocześnie deklarując, iż samochody osobowe tej marki nadal będą tam dostępne w oficjalnej sprzedaży. W 2014 roku fabryka wyprodukowała zaledwie 69 tys. pojazdów, co stanowiło około ¼ jej całkowitej mocy produkcyjnej. Produkcję wygaszono całkowicie z dniem 30 listopada 2015 roku, wymawiając umowę o pracę niemal wszystkim tam zatrudnionym. Zakład funkcjonował jeszcze do maja 2016, a pozostała garstka pracowników zatrudniona była przy produkcji części zamiennych. Po tej dacie fabrykę zlikwidowano.

### Skandal z danymi o zużyciu paliwa
Na początku 2016 roku firma Nissan (partner Mitsubishi) wykryła rozbieżności pomiędzy deklarowanym przez Mitsubishi a faktycznym zapotrzebowaniem na paliwo. Nieprawidłowości wyszły na jaw podczas wspólnych prac nad nowymi mikrosamochodami, które miały się znaleźć w ofercie obu producentów, tzn. eK Wagon, eK Space, Nissan Dayz oraz Nissan Dayz Roox. Mitsubishi Motors produkuje mikrosamochody dla Nissana, bowiem ten nie zajmuje się już ich samodzielnym montażem. Mitsubishi przyznało, że nieprawidłowe dane przekazywane były od 2002 roku, a nieścisłości spowodowane były zastosowaniem niedokładnych testów. Później przyznano również, że korzystano z metod testowania zapotrzebowania na paliwo, które od 25 lat stoją w sprzeczności z przepisami obowiązującymi w Japonii, co oznaczało, że proceder ten trwał od o wiele dłuższego czasu niż pierwotnie przypuszczano. Zarząd Mitsubishi oświadczył, że nie posiadał wiedzy na ten temat, a nieprawidłowe dane dostarczane były przez dział rozwoju mikrosamochodów. Zlecono przeprowadzenie niezależnego śledztwa, a wynikły skandal skutkował przejęciem przez Nissana pakietu kontrolnego w MMC w maju 2016 roku. Nissan zgodził się wyłożyć kwotę 237,4 miliarda jenów (2,2 miliarda dolarów) w zamian za przejęcie 34-procentowego pakietu własnościowego w Mitsubishi Motors. W wyniku rozwodnienia istniejących udziałów, pozostałe spółki wchodzące w skład grupy Mitsubishi (Mitsubishi Heavy Industries, Mitsubishi Corp., oraz Bank of Tokyo-Mitsubishi UFJ) zantowały spadek łącznego udziału z obecnych 34 do około 22 procent.
Mitsubishi Motors North America wydała oświadczenie, w którym zapewniła, że pojazdy sprzedane na rynku USA do 2013 roku posiadały prawidłowe dane dotyczące poziomu spalania i w związku z tym skandal ich nie dotyczy. Nieprawidłowości nie dotyczyły także modeli produkowanych na wszystkie inne rynki poza japońskim.
W maju 2016 roku Mitsubishi Motors ogłosiła, że prezes Tetsuro Aikawa zrezygnuje ze swojego stanowiska w czerwcu tegoż roku. Zarówno Mitsubishi Motors, jak i sam prezes Aikawa, zaprzeczyli jakoby w skandal z danymi o zużyciu paliwa miało być zamieszane kierownictwo najwyższego szczebla. Firma poinformowała, że większość testów zużycia paliwa zlecana była podmiotowi zewnętrznemu, a nadzór nad jego działaniami był niedostateczny.

## Plan rozwoju

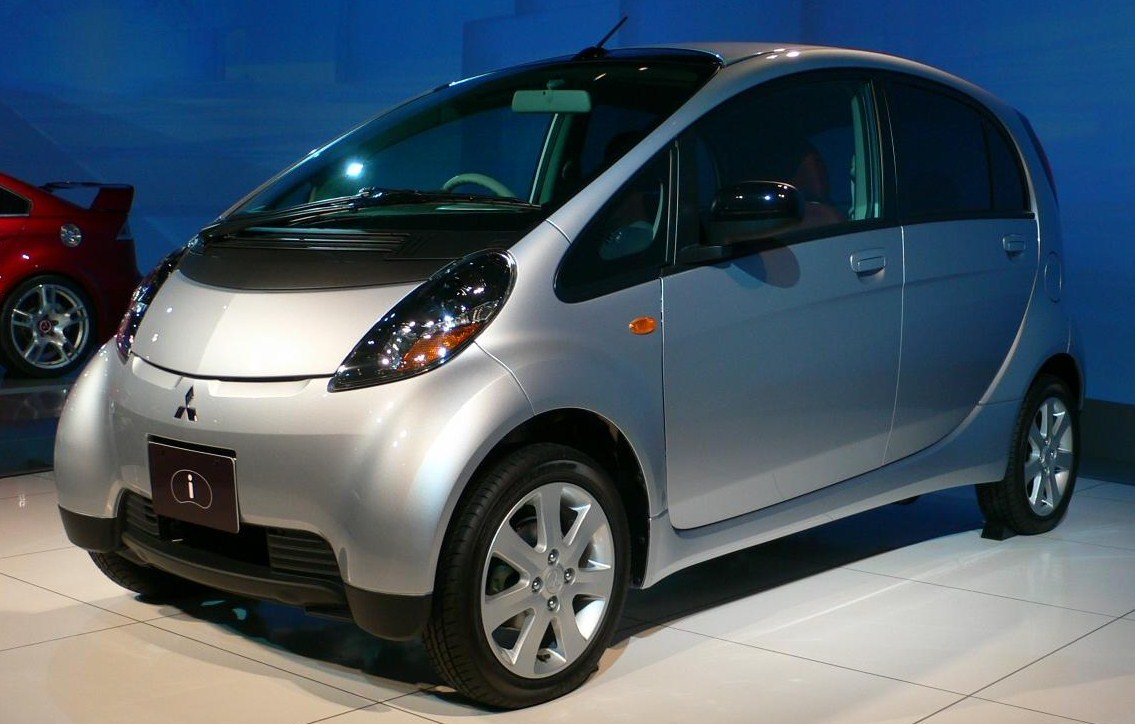
Mitsubishi i podczas Tokyo Motor Show w roku 2005

W 2006 roku, po okresie całkowitego braku nowych inwestycji, związanego z zakłóceniem przepływu gotówki w firmie, Mitsubishi zaprezentowała wielokrotnie nagradzany model Mitsubishi i, kei car, co oznaczało pierwszą premierę od 29 miesięcy. Ponadto na rynku globalnym pojawił się również odświeżony Outlander, który miał konkurować w popularnym segmencie XUV crossoverów. Natomiast w latach 2007–2008 zadebiutowała nowa generacja modeli Lancer oraz Lancer Evolution.
Z rynku amerykańskiego zniknęły modele o najniższych współczynnikach sprzedaży, zredukowano prognozy sprzedaży dla Global Engine Manufacturing Alliance oraz ograniczono wydatki, likwidując 10 tys. miejsc pracy, z zastrzeżeniem, że sytuacja kolejnych 3400 pracowników w australijskich zakładach oraz innych nierentownych fabrykach również była bardzo niepewna. Jednocześnie, aby zwiększyć produkcję w zakładach w USA, sondowane były nowe rynki zbytu dla modeli Eclipse oraz Galant, takie jak Ukraina, Bliski Wschód czy Rosja, gdzie działa salon dilerski notujący najwyższe współczynniki sprzedaży w całej firmie. Ponadto Mitsubishi pozostaje aktywne w sferze produkcji OEM dla Nissana, a w lipcu 2015 roku poinformowało o nawiązaniu podobnej współpracy z Grupą PSA, w której imieniu produkuje model klasy SUV.
W trzecim kwartale 2006 roku Mitsubishi zanotowało pierwszy od czterech lat zysk kwartalny, rok finansowy 2006 również zamknęło z zyskiem, utrzymując rentowność oraz globalny wolumen sprzedaży o wartości 1 524 000 sztuk w roku 2007 i później.
W styczniu 2011 roku przedsiębiorstwo przedstawiło swój średnioterminowy biznesplan, który zakładał, że do 2020 roku aż 20% wyprodukowanych modeli będzie miało napęd elektryczny lub hybrydowy. Ogłoszono, że najważniejsze strategicznie modele to auta typu SUV, crossover i pickup, które od lat stanowiły specjalność firmy.
W maju 2016 roku Nissan poinformował o przejęciu pakietu kontrolnego Mitsubishi Motors za kwotę 2 miliardów dolarów. W październiku 2016 r. Nissan sfinalizował przejęcie kontroli nad 34% akcji MMC, a przewodniczącym rady nadzorczej Mitsubishi Motors został Carlos Ghosn, prezes alliansu Nissan-Mitsubishi. Carlos Ghosn podczas konferencji prasowej oświadczył, że poprosił obecnego prezesa Osamu Masuko o pozostanie na stanowisku prezesa, który pełni obecnie także funkcję dyrektora zarządzającego Mitsubishi Motors.
15 września 2017 ogłoszony został 6-letni plan współpracy i rozwoju „Alliance 2022” dla koncernu Renault-Nissan-Mitsubishi, który stał się czwartą potęgą motoryzacyjną na świecie. Plan zakłada: wspólną produkcję ponad 9 mln pojazdów stworzonych na bazie 4 ujednoliconych platform, wzrost udziału popularnych układów napędowych do trzech czwartych całkowitej produkcji, zacieśnienie współpracy w dziedzinie elektryfikacji łączności i technologii pojazdów autonomicznych, przedstawienie 12 modeli z napędem elektrycznym, wykorzystujących platformy oraz podzespoły już dostępne dla tego typu aut (EV), przedstawienie 40 nowych modeli wykorzystujących technologię jazdy autonomicznej oraz wejście na rynek usług transportu publicznego związanych z obsługą pojazdów zrobotyzowanych.
Wśród celów technologicznych do 2022 r. koncern wyznaczył sobie m.in.: uzyskanie zasięgu ponad 600 km dla pojazdu elektrycznego, przyjęcie technologii PHEV opracowanej przez Mitsubishi Motors jako wspólnego rozwiązania PHEV w segmencie C/D, a także 30-procentowy spadek kosztów wytwarzania akumulatorów i czasu szybkiego ładowania do 15 min/230 km zasięgu.
W czasie 45. Tokyo Motor Show w roku 2017 Mitsubishi Motors Corporation na 100- lecie ogłosiło nową strategię marki i hasło przewodnie “Drive your Ambition”. W strategii „Ambition to Explore” czołowe miejsce zyskało zaangażowanie firmy MMC w innowacje wraz z postępującą wizją zrównoważonej przyszłości.

## Zarząd
W latach 1989–2004 firma MMC miała łącznie ośmiu prezesów. W 2014 roku na czele firmy stanął Tetsuro Aikawa, pierwszy od ponad dekady prezes, który całe swoje zawodowe życie spędził pracując dla Mitsubishi. Przez większość tego czasu Aikawa zatrudniony był w dziale rozwoju produktów, choć niedługo przed nominacją piastował również stanowiska związane z produkcją i sprzedażą na rynku japońskim. Kolejny prezes, czyli Osamu Masuko, który piastuje ten urząd do dziś, dołączył do firmy w 2004 roku, przechodząc z Mitsubishi Corp. Pozostał także prezesem spółki po dołączeniu MMC do aliansu Renault-Nissan-Mitsubishi.

## Pojazdy z napędem elektrycznym i hybrydowe
Mitsubishi Motors Corporation już w październiku 1966 roku rozpoczęła prace nad pojazdami elektrycznymi, które doprowadziły do stworzenia modelu i-MiEV w lipcu 2009 roku. W tym sensie, współczesne Mitsubishi Outlander PHEV to najnowsza wersja w długiej linii samochodów elektrycznych Mitsubishi i zapowiedź szerokiej gamy pojazdów, bazujących na architekturze SUV z napędem elektrycznym, zarówno z napędem w pełni elektrycznym, jak i hybrydowym typu plug-in.
Ponad 50 lat doświadczeń z EV
W latach sześćdziesiątych nastąpił dynamiczny wzrost zakupów prywatnych samochodów. W latach siedemdziesiątych towarzyszyła mu zwiększona gęstość ruchu w obszarach miejskich. Poważnym problemem społecznym stały się zanieczyszczenia gazami spalinowymi i hałas. Samochód elektryczny z zerową emisją spalin zaczął być postrzegany, jako środek służący zmniejszeniu zanieczyszczeń i zapobiegający ich powstawaniu. W 1966 roku, gdy wydzielono oddział motoryzacyjny Mitsubishi Heavy Industries, znany dziś jako Mitsubishi Motors Corporation (MMC) – Mitsubishi Heavy Industries (MHI) podpisał porozumienie z Tokyo Electric Power Company w sprawie „Budowy i testowania prototypowego pojazdu elektrycznego, wykorzystującego udoskonalenia w obecnej technologii akumulatorów”.
W tym samym czasie firma MHI współpracowała z Mitsubishi Electric i Japan Storage Battery Co., Ltd. w sprawie rozwoju przyszłego samochodu miejskiego i specjalnych pojazdów, które pomogłyby zapobiegać zanieczyszczaniu miast. Po ukończeniu prototypu, w maju 1971 roku, nowo powstała firma MMC dostarczyła dla Tokyo Electric dziesięć elektrycznych pojazdów E12 EV (Minica Van), bazujących na standardowych minivanach, zasilanych energią z akumulatorów ołowiowych, mogących poruszać się z maksymalną prędkością 80 km/h.
Następnie firma MMC dostarczyła pojazdy elektryczne na bazie modeli Minica Van, Minicab Van, Minicab Truck i Delica Van firmom z branży energetycznej.
1991 – technologia niklowo-kadmowa
W efekcie współpracy – między innymi z Tokyo Electric Power Company – firma MMC ukończyła w kwietniu 1991 roku prace rozwojowe nad Lancerem Van EV, lekkim samochodem dostawczym, zasilanym bateriami niklowo-kadmowymi o większej gęstości energii, niż tradycyjne akumulatory. Dwa lata później, firma opracowała dwa modele Libero EV. Część z nich była zasilana akumulatorami ołowiowymi, a pozostałe, niklowo-kadmowymi. 28 z nich dostarczono dla Tokyo Electric Power Company.
1994 – Technologia ogniw litowo-jonowych
MMC, już w początkach istnienia technologii EV, zainteresowało się baterią litowo-jonową, o nieporównywalnie wyższej gęstości energii i mocy wyjściowej od konwencjonalnych akumulatorów.
Wprowadzone w 1990 roku w amerykańskim stanie Kalifornia przepisy o pojazdach z zerową emisją spalin (ZEV), zainspirowały firmę MMC do podjęcia w 1994 roku próby opracowania Mitsubishi HEV – hybrydy plug-in, zasilanej modułem baterii litowo-jonowych, stworzonym przez Mitsubishi Chemical Corporation. W 1995 roku MMC była pierwszą firmą, która podpisała z Radą ds. Zasobów Powietrza Stanu Kalifornia (CARB) porozumienie w sprawie współpracy, dostarczając jej trzy testowe pojazdy elektryczne. Badania nad bateriami litowo-jonowymi zaowocowaływ grudniu 1999 roku rekordem odległości, pokonanej w 24 godziny pojazdem elektrycznym FTO-EV, zasilanym akumulatorami litowo-jonowo-manganowymi. Z 20 minutami szybkiego ładowania po każdych 50 minutach jazdy, FTO-EV pokonało dystans 2 142,3 km, bijąc poprzedni rekord o 442,3 km, i trafiając do Księgi Rekordów Guinnessa.
2005 – Technologie alternatywne
Inżynierowie MMC zaprezentowali w 2005 roku spektakularne rozwiązania, jakim był silnik wbudowany w koło (zarówno w przednionapędowym modelu Mitsubishi Colt EV – jak również później, w modelu Lancer Evolution MiEV z napędem na cztery koła). Concept-EZ-MIEV korzystający z takiego napędu, zaprezentowany na Salonie Samochodowym w Genewie w 2006 roku, był miejską kapsułą długości 3,70 m., niemal w całości wykorzystującą wnętrze jako przestrzeń pasażerską.
2006 – produkcja seryjna
W październiku 2006 roku ogłoszono rozpoczęcie projektu „i MiEV”, który ostatecznie doprowadził do powstania seryjnego modelu „i-MiEV” – pierwszego seryjnie produkowanego pojazdu elektrycznego, oferowanego w gamie samochodów dostępnych w katalogach i salonach. W lipcu 2009 roku firma MMC rozpoczęła sprzedaż modelu i-MIEV korporacjom, a następnie w 2010 roku, zgodnie z harmonogramem i zapowiedziami, samochód trafił na rynek do detalicznego odbiorcy, najpierw w Japonii, a następnie na wybranych rynkach zagranicznych.
2012: od EV do PHEV
Korzystając z technologii i-MiEV (w tym systemu operacyjnego „MiEV OS”, opracowanego przez MMC “elektronicznego mózgu” samochodu), MMC wykonało dwa lata później kolejny krok w realizacji programu elektromobilności, prezentując model Mitsubishi Outlander PHEV – pierwszą samodoładowującą się, trzysilnikową hybrydę plug-in na podwoziu SUV-a, oferowaną w podstawowej gamie samochodów. Outlander PHEV wyróżniał się pośród innych, dostępnych na rynku hybrydowych rozwiązań plug-in wykorzystaniem architektury samochodu elektrycznego (napęd z 2 silników elektrycznych, drive-by-wire, brak skrzyni biegów), zamiast napędu z konwencjonalnym silnikiem spalinowym połączonym z dodatkową, elektryczną jednostką.
Outlander od początku był opracowywany z myślą o podwójnej architekturze (tj. zdolnej przystosować się do napędu PHEV lub spalinowego), więc nie było konieczne szukanie konstrukcyjnych kompromisów – pojemność bagażnika zmniejszyła się o zaledwie 14 litrów w stosunku do Outlandera z klasycznym napędem.
Daleki zasięg
Outlander PHEV stał się sztandarowym produktem Mitsubishi Motors, dając solidną bazę dla przyszłych generacji pojazdów MMC, w których architektura SUV spotka się z technologią napędów EV – zarówno w pełni elektrycznych, jak również hybrydowych plug-in – połączonych z bezpieczeństwem i pewnością, jaką daje napęd na 4 koła. MMC skorzystała z okazji, by zaprezentować podczas Tokio Motor Show 2015 studyjną wersję pojazdu eX-Concept: wizję elektrycznego, kompaktowego SUV-a, napędzanego układem EV nowej generacji. Pojazd korzysta z baterii o dużej pojemności i wysokiej wydajności oraz niewielkich silników elektrycznych o dużej mocy, dzięki czemu jest lżejszy i bardziej energooszczędny od pojazdów, korzystających ze współczesnej nam technologii. Podczas 45. Salonu Samochodowego w Tokio w 2017 roku, Mitsubishi Motors Corporation przedstawiło rozwinięcie tej idei poprzez koncepcyjny model e-EVOLUTION CONCEPT – sportowego SUV-a z całkowicie elektrycznym napędem. Jeżdżący koncept jest napędzany silnikami elektrycznymi zapewniającymi wysokie wartości momentu obrotowego, zasilanymi z systemu akumulatorów o wysokiej pojemności. Główny akumulator trakcyjny jest umieszczony centralnie, pod podłogą samochodu, co pozwoliło obniżyć środek ciężkości i uzyskać bardzo wysoką stabilność w czasie jazdy. Wyjątkową dynamikę i własności jezdne uzyskano dzięki zastosowaniu napędu 4WD z trzema silnikami elektrycznymi. Jeden z nich napędza przednie koła, a system AYC (Active Yaw Control) odpowiada za dołączanie pozostałych dwóch silników przekazujących napęd na tylne koła.
Po dołączeniu Mitsubishi Motors do grupy Renault-Nissan-Mitsubishi, prace nad elektromobilnością zyskały nowy wymiar w wymianie doświadczeń i wspólnym planowaniu. Wśród planów uzgodnionych w ramach aliansu Renault-Nissan-Mitsubishi w roku 2017, do roku 2022 do produkcji trafi 12 nowych, zeroemisyjnych pojazdów elektrycznych, korzystających ze zdobyczy technologicznych trzech połączonych firm, a technologia PHEV opracowana przez MMC stanie się wspólną bazą rozwoju pojazdów typu plug-in hybrid EV segmentów C/D. Celem jest także uzyskanie zasięgu ponad 600 km dla pojazdów elektrycznych.
W roku 2017 Mitsubishi Motors Corporation ogłosiło wdrożenie w Amsterdamie pilotażowego interfejsu „Pojazd-Sieć” (V2G), z pierwszym punktem ładowania już wykorzystywanym przez akumulatory samochodowe Mitsubishi Outlander PHEV. MMC połączyło siły z firmami: NewMotion, jednym z największych europejskich dostawców rozwiązań do ładowania pojazdów elektrycznych i Nuvve, światowym liderem w dziedzinie wdrażania technologii V2G. Technologia V2G pozwoli lepiej zrównoważyć szczytowe zapotrzebowanie na energię elektryczną, co umożliwi pojazdom elektrycznym nie tylko pobieranie energii, ale również zwrot nadwyżki do sieci.

## Sporty motorowe
W sportach motorowych Mitsubishi posiada niemal pięćdziesięcioletnie doświadczenie, a jego początki sięgają czasów przed powstaniem MMC, czyli wyścigów ulicznych w latach 60. XX wieku. Dość szybko jednak firma jako swoje powołanie odkryła rajdy terenowe, w latach 70. ubiegłego stulecia dominując imprezy wytrzymałościowe, a od lat 80. rajd Dakar oraz Grupy A i Grupy N Rajdowych Samochodowych Mistrzostw Świata (WRC) w latach 90. Spółką zależną reprezentująca Mitsubishi w sportach motorowych był Ralliart (później przemianowany na Mitsubishi Motors Motor Sports), który oficjalnie wycofał się z rywalizacji w 2009 roku. Sport, będący od zawsze kluczowym elementem tożsamości marki Mitsubishi, jest ważnym poligonem doświadczalnym, który pozwala na testowanie najnowszych rozwiązań technicznych w celu wdrażania ich w seryjnych modelach. Mitsubishi zaskoczyło miłośników szybkiej jazdy wystawiając w roku 2012 do wyścigu Pikes Peak model elektryczny MiEV Evolution III – pojazd wykorzystujący pojemne akumulatory, sterowany elektrycznie układ napędu na cztery koła z czterema silnikami o łącznej mocy 450 kW. Szereg innowacji technologicznych zaowocował 2. i 3. miejscem w wyścigu w roku 2014. Mitsubishi Motors udowodniło, że elektryczna motoryzacja radzi sobie równie dobrze w wymagających wyścigach górskich, jak i rajdach terenowych. Rajdowa wersja SUV-a Plug-In Hybrid – Outlandera PHEV, w której dokonano tylko drobnych modyfikacji zwiększających bezpieczeństwo i wytrzymałość, wygrała w swojej klasie podczas Australasian Safari 2014, a następnie powtórzyła zwycięstwa startując w Asia Cross Country Rally 2014 i 2015, jednocześnie zajmując wysokie miejsca w klasyfikacji generalnej. Podczas rajdu Baja Portalegre 500 w roku 2015, zwanego „przedsionkiem Dakaru” z sukcesem zadebiutowało też nowe rajdowe Mitsubishi Outlander PHEV 2016.

### Wyścigi torowe
Mitsubishi zadebiutowało w wyścigach samochodów turystycznych w 1962 roku, wystawiając swoje Mitsubishi 500 Super DeLuxe w Grand Prix Makau w ramach kampanii promocyjnej mającej na celu zwiększenie sprzedaży swojego pierwszego powojennego samochodu osobowego. Podczas niezwykle obiecującego debiutu, niepozorny, tylnonapędowy sedan zajął pierwsze cztery lokaty w kategorii do 750 cm³, a Kazuo Togawa pierwsze miejsce wśród kierowców w tej klasie. Rok później firma powróciła z nowym modelem Colt 600, aby ponownie zająć pierwsze trzy lokaty na podium w klasie do 600 cm³. W 1966 roku, podczas swojego ostatniego sezonu zmagań w wyścigach samochodów turystycznych, Mitsubishi zajęło całe podium w klasie pojemności od 750 do 1000 cm³ podczas Grand Prix Japonii 1964, dzięki Mitsubishi Colt 1000, czyli swojemu pierwszemu wyczynowemu modelowi z silnikiem montowanym z przodu.
Od 1966 roku firma skupiła się na zmaganiach bolidów, których idea narodziła się podczas GP Japonii, wygrywając w kategorii „Exhibition”. Koncern święcił również triumfy w klasie 1 i 2 w latach 1967–1968 oraz zaliczył podium w latach 1969–1970. Podczas GP Japonii w 1971 roku, Mitsubishi zajmowało również wysokie lokaty w klasyfikacji ogólnej klas 1 i 2, gdy za kierownicą bolidu F2000 z dwulitrowym silnikiem DOHC zasiadł Kuniomi Nagamatsu.

### Tryumfy w WRC i Dakarze

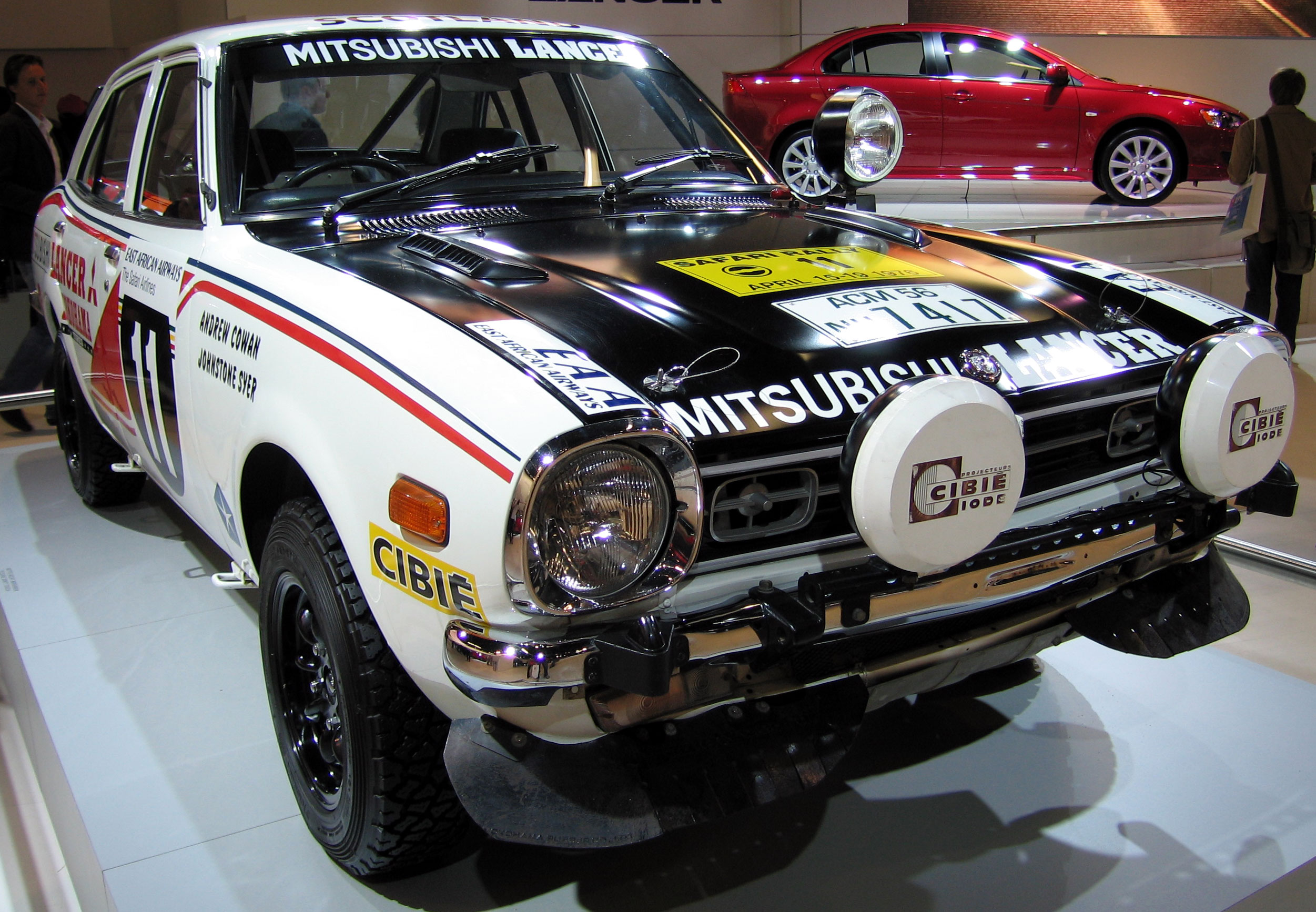
Mitsubishi Lancer 1600 GSR

Start w rajdzie East African Safari Rally był z pewnością najbardziej wyczerpującą imprezą w kalendarzu WRC w latach 70. XX wieku. Specjalnie na potrzeby tego morderczego maratonu, MMC opracowało model Lancer 1600 GSR i już podczas pierwszego startu, w 1974 roku, odniosło sukces. Szczytowym osiągnięciem było zajęcie całego podium w 1976 roku. Trzeba przy tym pamiętać, że impreza była tak wymagająca, że owym czasie zaledwie 20 procent uczestników docierało do mety. Natomiast w 1973 roku Mitsubishi zajęło pierwsze cztery lokaty podczas rajdu Southern Cross Rally, co oznaczało początek zwycięskiej, czteroletnie serii w tej imprezie. Kierowcami opowiedzianymi za ten sukces byli Andrew Cowan oraz Kenjiro Shinozuka.

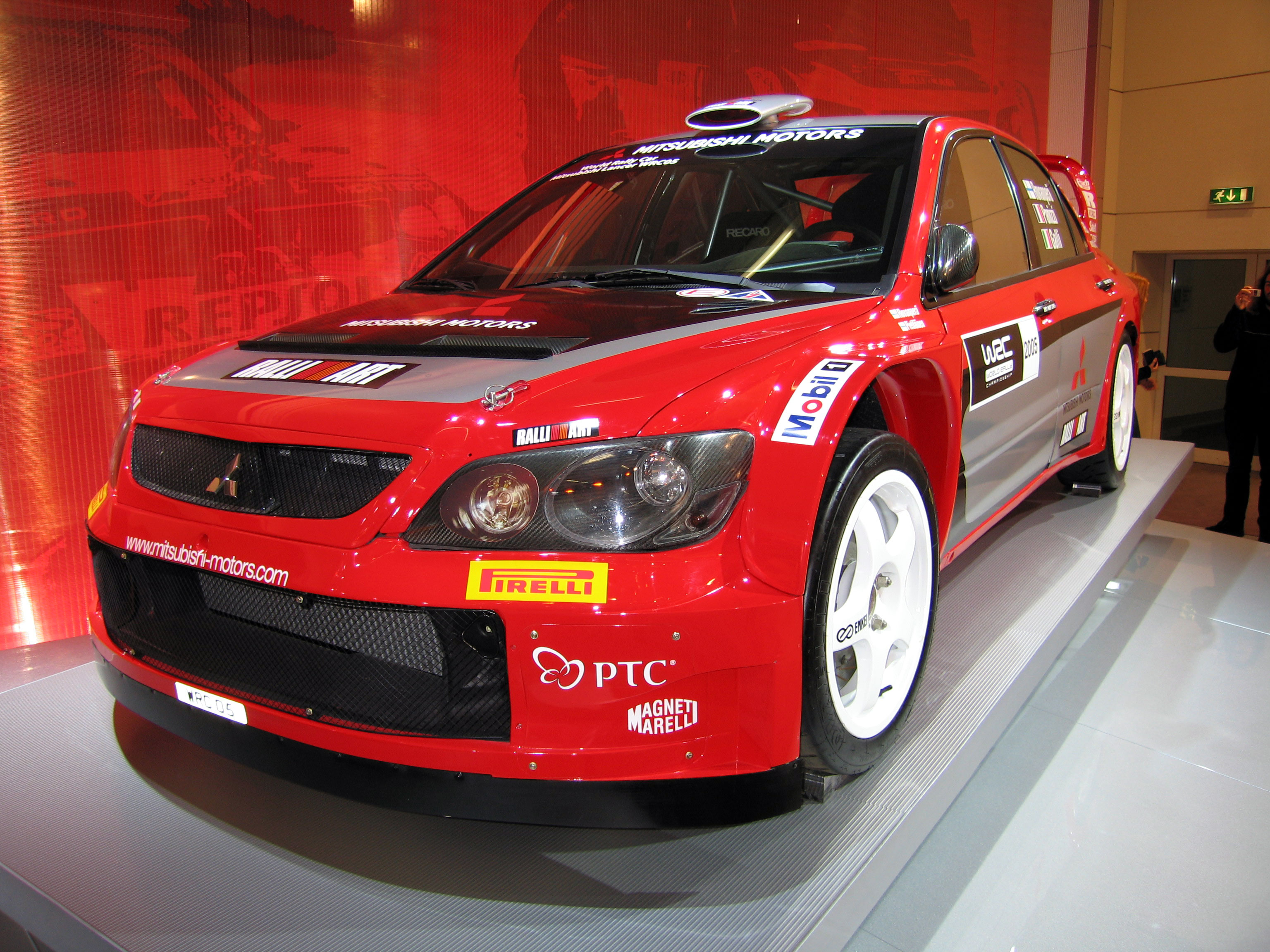
Mitsubishi Lancer WRC05

W latach 80. Mitsubishi kontynuowało starty w WRC, wstawiając takie modele jak Lancer EX2000 Turbo, a potem Starion. Natomiast pod koniec lat 80. odnosiło przekonujące zwycięstwa w grupie A dzięki Galantowi VR-4. Po homologacji Mitsubishi Lancer Evolution, za jego kierownicą usiadł Fin Tommi Mäkinen, który przez cztery lata z rzędu (1996–1999) dominował w klasyfikacji kierowców i w 1998 roku wywalczył dla Mitsubishi pierwsze miejsce wśród producentów. Od 1973 roku Mitsubishi triumfowało w 34 imprezach WRC. Model Lancer Evo zdominował również mistrzostwa FIA w klasie modeli seryjnych, w latach 1995–2001 zdobywając siedem tytułów z rzędu w grupie N. W owym czasie za jego sterami zasiadało czterech różnych kierowców. Nawet w 2002 roku, po pamiętnej utracie tytułu, mistrzostwo wśród producentów przypadło Protonowi, który wystawił model Pert konstrukcyjnie oparty na Mitsubishi Lancer Evo.
Mitsubishi pozostaje również najbardziej utytułowanym producentem wśród uczestników Rajdu Dakar, w którym zadebiutowało w 1983 roku z nowym Pajero, a na pierwszy triumf musiało czekać zaledwie trzy lata. Od tego czasu Mistubishi wygrywało tam w latach 1992–1993, 1997–1998, oraz 2001–2007, odnosząc bezprecedensową serię siedmiu zwycięstw z rzędu oraz łącznie dwunastu triumfów w całej historii startów, przy udziale dziewięciu różnych kierowców. W roku 2001, kiedy rajd przebiegał tradycyjną trasą wiodącą z Paryża do Dakaru, pierwszą kobietą na świecie, która zwyciężyła w Dakarze, została niemiecka zawodniczka Jutta Kleinschmidt, jadąca wraz z pilotem Andreasem Schulzem Mitsubishi. Był to jej czwarty start w Dakarze samochodem marki Mitsubishi. Ponadto w 2003 roku japoński producent triumfował także w FIA Cross-Country Rally World Cup z kierowcą Carlosem Sousa.

## Współpraca z Jackie Chanem
Przez 30 lat Mitsubishi Motors współpracowała z aktorem Jackie Chanem, który przez cały ten czas w swoich filmach wykorzystuje niemal wyłącznie samochody tej marki. Od 1984 roku odbywała się również impreza Jackie Chan Cup. Co roku przyciągała ona azjatyckich dziennikarzy motoryzacyjnych i wchodzące gwiazdy filmowe, które w asyście zawodników startujących w mistrzostwach samochodów turystycznych ścigają się w samochodach marki Mitsubishi. Do 2004 roku impreza poprzedzała GP Makau, aby potem przenieść się do Szanghaju. We wrześniu 2005 roku zespół Ralliart przygotował 50 egzemplarzy Mitsubishi Lancer Evo IX w wersji specjalnej Jackie Chan Special Edition, natomiast sam Jackie Chan piastował stanowisko honorowego kierownika zespołu Team Ralliart China.

## Lokalizacje
Do Mitsubishi Motors należą fabryki samochodów w Japonii, Tajlandii, Indonezji, Rosji, Chinach i na Filipinach, w tym zakłady produkcyjne, których jest współwłaścicielem. W Brazylii zawarła umowę produkcyjną z lokalną grupą inwestycyjną bez bezpośredniego udziału kapitału MMC. Przedsiębiorstwo posiada 5 zakładów produkujących samochody w 5 państwach (skonsolidowane filie), 10 zakładów należących do spółek powiązanych oraz partnerów biznesowych w 9 państwaach i regionach, 7 fabryk produkujących silniki, skrzynie biegów i komponenty w 5 krajach (skonsolidowane filie, spółki powiązane, partnerzy biznesowi), a także 9 ośrodków badawczo-rozwojowych w 5 krajach (skonsolidowane filie) oraz 75 spółek zależnych, jednostek stowarzyszonych i partnerów. Pojazdy Mitsubishi są produkowane, montowane i sprzedawane w ponad 160 państwaach na całym świecie.

## Prezesi
- Yuji Sato (1970–73)
- Tomio Kubo (1973–79)
- Yoshitoshi Sone (1979–81)
- Masao Suzuki (1981–83)
- Toyoo Tate (1983–89)
- Hirokazu Nakamura (1989–95)
- Nobuhisa Tsukamura (1995–96)
- Takemune Kimura (1996–97)
- Katsuhiko Kawasoe (1997–2000)
- Takashi Sonobe (2000–02)
- Rolf Eckrodt (2002–04)
- Yoichiro Okazaki (2004)
- Hideyasu Tagaya (2004–05)
- Osamu Masuko (2005–do dziś)

## Hasła komunikacyjne, motta i slogany
- 選ぶのはあなたです (1973–1974, Roma-ji:Erabu no wa anatadesu, English: The choice is yours, polski: Wybór należy do Ciebie.)
- 技術と信頼の三菱 (1974–1975, Roma-ji:Gijutsu to Shinrai no Mitsubishi, English: Mitsubishi: Technology and Trust, polski: Mitsubishi – Technologia i zaufanie.)
- 安全は人と車でつくるもの (1975–1978, Roma-ji:Anzen wa hito to kuruma de tsukuru mono, English: Safety comes from man and car together, polski: Bezpieczeństwo ma swe źródło w człowieku i samochodzie.)
- 安全に走れ。それが一番早いのだ。 (1978–1980, Roma-ji:Anzen ni Hashiru, sore ga ichiban hayai noda, English: Drive safely, it’s the fastest way, polski: Bezpieczna jazda to najszybszy sposób na dotarcie do celu.)
- 燃費の差は技術の差 (1980–1981, Roma-ji:Nenpi no sa Gijutsu no sa, English: The Difference in Fuel Economy is the difference in Technology, polski: Różnica w zużyciu paliwa to różnica w technologii.)
- 燃費は技術 (1981–1982, Roma-ji:Nenpi wa giujutsu, English:Fuel Efficiency Technology, polski: Paliwooszczędna technologia)
- 未来をひらく技術と信頼 (1982–1984, Roma-ji:Mirai o hiraku gijutsu to shinrai, English: Technology and Trust Open up the future, polski: Technologia i zaufanie to przyszłość.)
- Be Best for good Days いつもベストを (1985–1987, Roma-ji:Itsumo besuto o)
  - Sparkling Now (1985–1987, polski: Zabłyśnij)
- 新技術を、ときめきに。 New Motoring Wave (1987-1993, Roma-ji:Shingijutsu o, Tokimeki ni, English: From new Technology, to the Thrill, polski: Od nowej technologii do ekscytacji)
- あなたと創る Creating Together (1993–1996, Roma-ji:Anata to Tsukuru, polski: Tworząc razem)
- その差が、三菱。 (1996–1998, Roma-ji:Sono sa ga, Mitsubishi, English: The Different is, Mitsubishi, polski: Mitsubishi – robi różnicę.)
- いいもの ながく (1998−2000, Roma-ji:Ī mono nagaku, English: Good Thing Forever, polski: Dobra rzecz na zawsze)
- Heart-Beat Motors (2000−2005, polski: Auta podnoszące tętno)
- クルマづくりの原点へ。 (2005–2008, Roma-ji:Kuruma dzukuri no genten e, English: The original spirit of Car Manufacturing, polski: Oryginalny duch tworzenia samochodów)
- Drive @ earth (2008–2017)
- Mitsubishi Motors, Japanese Motorcar and Automobile Service (1992–1998, polski: Mitsubishi Motors – japońskie samochody i usługi)
- This is The Mitsubishi Motors Way (1994–1998, polski: To właśnie styl Mitsubishi Motors)
- Experience The Mitsubishi Motors Way (1998–2001, polski: Poznaj styl Mitsubishi Motors)
- Turn On Your Emotions (2002–2008, polski: Włącz emocje)
- Driving With Style Courageus (2008–2015, polski: Jedź w odważnym stylu)
- Wake Up And Drive (2002–2004, polski: Obudź się i jedź)
- Driven to Thrill (2005–2009, polski: Droga do ekscytacji)
- Quality in Motion (2013–2017, polski: Jakość w ruchu)
- Brand New Day (2017, polski: Całkowicie nowy dzień)
- Drive Your Ambition – od października 2017